# Almonde
Almonde was een kerkdorp in de Grote Waard dat na de Sint Elisabethsvloed van 1421 zijn bestaansrecht verloor.

## Geschiedenis
Almonde ontstond aan het riviertje de Alm, en de naam ervan wordt uitgelegd als op een hoogte aan de Alm en betekent niet alleen aan de monding van de Alm. De kerkparochie is later ontstaan dan de kerk van het naburige Dubbelmonde. Dit weet men doordat de kerk van Almonde pas in de 13e eeuw wordt genoemd en het een zusterkerk is. De rechten van de kerk lijken dan ook tot het bisdom Luik te horen, en ze viel direct onder het dekenaat van Hilvarenbeek. Na de drie Elisabethsvloeden, waarvan die van 1421 de sterkste was, verloor het dorp zijn bestaansrecht. Het is goed mogelijk dat de rivier de Alm buiten haar oevers trad waardoor bebouwen van het land moeilijk werd en de bevolking weg trok.
De locatie van Almonde moet gezocht worden in de Brabantse Biesbosch, in 2009 zijn er grondboringen verricht op de vermoedelijke plek van het dorp in de huidige Noordwaardpolder, nabij de weg Muggenwaard in Werkendam. Deze polder zal echter ontpolderd worden om doorvaarroutes te stimuleren.